# (2500) Alascattalo
(2500) Alascattalo es un asteroide perteneciente al cinturón de asteroides, descubierto el 2 de abril de 1926 por Karl Wilhelm Reinmuth desde el Observatorio de Heidelberg-Königstuhl, Alemania.

## Designación y nombre
Designado provisionalmente como 1926 GC. Fue nombrado Alascattalo en homenaje a la bestia legendaria "Alascattalo", híbrido de morsa y alce, un sujeto de chistes en Alaska.